# 1768 Appenzella
1768 Appenzella је астероид главног астероидног појаса. Приближан пречник астероида је 20,86 km,
а средња удаљеност астероида од Сунца износи 2,450 астрономских јединица (АЈ).
Инклинација (нагиб) орбите у односу на раван еклиптике је 3,263 степени, а орбитални период износи 1400,890 дана (3,835 године). Ексцентрицитет орбите астероида износи 0,179.
Апсолутна магнитуда астероида износи 12,70 а геометријски албедо 0,033.
Астероид је откривен 23. септембра 1965. године.